# Anthomyia citreibasis
Anthomyia citreibasis är en tvåvingeart som först beskrevs av Malloch 1934.  Anthomyia citreibasis ingår i släktet Anthomyia och familjen blomsterflugor. Inga underarter finns listade i Catalogue of Life.